# Лена Миладиновић
Лена Миладиновић (Београд, 4. новембар 1993) српска је шахисткиња и женски интернационални мајстор, шаховски тренер и судија.

## Шаховска каријера
Активно игра од шесте године и такмичи се на шаховским турнирима. Вишеструка је првакиња Србије те је представљала своју земљу на многим европским и светским такмичењима са којих је доносила медаље. Са 12 година је победила светску првакињу, Украјинку Ану Ушењину. Лиценцирани шаховски тренер званично је постала 2018. године, а годину дана касније је постала шаховски судија. Богато, двадесетдвогодишње шаховско искуство је подстакло да покрене старт ап компанију, Outpost chess , која има за циљ да окупи шахисте и учини им лакшом међусобну комуникацију и организацију.

## Школовање
Дипломирала је на Факултету политичких наука у Београду, на одсеку за комуникологију и журнализам.